# 巴爾島
巴爾島（丹麥語：Barsø）是丹麥的島嶼，位於日德蘭半島東面的波羅的海，由南日德蘭郡負責管轄，距離奧本羅12公里，長2.4公里、寬1.3公里，面積2.66平方公里，2012年人口22。